# Вибори до Сумської обласної ради 2006
Вибори до Сумської обласної ради 2006 — вибори до Сумської обласної ради, що відбулися 26 березня 2006 року. Це були перші вибори до Сумської обласної ради, що проводилися за пропорційною виборчою системою. Для того, щоб провести своїх представників до  Сумської обласної ради, партія чи блок мусила набрати не менше 3% голосів виборців.

## Результати виборів
| Розподіл голосів    | Розподіл голосів    | Розподіл голосів | Розподіл голосів | Розподіл голосів |
| ------------------- | ------------------- | ---------------- | ---------------- | ---------------- |
|                     |                     |                  |                  |                  |
| БЮТ (42)            | БЮТ (42)            |                  | 29.09%           | 29.09%           |
| «Наша Україна» (16) | «Наша Україна» (16) |                  | 11.59%           | 11.59%           |
| СПУ (11)            | СПУ (11)            |                  | 7.54%            | 7.54%            |
| Партія регіонів (9) | Партія регіонів (9) |                  | 5.73%            | 5.73%            |
| КПУ (7)             | КПУ (7)             |                  | 5.14%            | 5.14%            |
| Блок Вітренко (5)   | Блок Вітренко (5)   |                  | 3.50%            | 3.50%            |

Примітка: На діаграмі зазначені лише ті політичні сили,  які подолали  3 % бар'єр
 і провели своїх представників до Сумської обласної ради.
 В дужках — кількість отриманих партією чи бльоком мандатів.

## Зовнішні посилання
- Шість партій пройшли до Сумської облради[недоступне посилання з червня 2019](рос.)
- Моніторинг виборчого процесу у Сумській області [Архівовано 13 жовтня 2013 у Wayback Machine.]